# Francesc Colom (Germanies)
Francesc Colom (Mallorca, s. XVI-Ciutat de Mallorca, 1523), dirigent del gremi dels barreters i agermanat, germà de Joanot Colom. El 6 de febrer de 1521 va ser empresonat amb sis menestrals més pel lloctinent Miguel de Gurrea, sent alliberat l'endemà pel poble. És considerat, amb el seu germà Joanot, un dels avaladors de la línia més radical de la Germania, que a partir del setembre de 1521 esdevingué dominant, gràcies al suport dels pagesos de Mallorca. Ha estat considerat l'assassí de Joan Crespí, el primer instador del poble. El 24 de gener de 1522 el lloctinent Berenguer Esbert ordenà la seva execució, amb el seu germà Joanot i cinc dirigents més, però els dos germans pogueren sortir vius de l'escomesa, però no altres set dirigents de la Germania, que foren ofegats.
El 17 de juny de 1522 conduí una expedició agermanada a l'illa d'Eivissa, on s'havia instal·lat el virrei Gurrea. La seva intenció era provocar l'alçament de l'illa, però foren desfets per la gent d'armes a les ordres de Gurrea. L'octubre de 1522, un cop arribà davant la ciutat l'esquadra reial, donà suport a l'actitud de Joanot Colom de negar el reconeixement a Gurrea. Degué morir en els darrers dies del setge a la ciutat de Mallorca, el març de 1523.